# Stefan Załęski
Stefan Załęski herbu Prus I – chorąży nowogrodzki w 1787 roku, wojski większy wołyński w latach 1782–1787, konsyliarz województwa wołyńskiego i konsyliarz konfederacji generalnej koronnej w konfederacji targowickiej.